# Gare de Newry
La gare de Newry dessert la ville de Newry dans le comté de Down en Irlande du Nord. La station est située sur la ligne transfrontalière de la Northern Ireland Railways à côté du Viaduc de Craigmore près de Bessbrook.

## Situation ferroviaire
La gare se trouve à proximité du pont dit "The Egyptian Arch," choisi pour représenter l'Irlande du Nord sur la pièce d'une livre sterling par le British Royal Mint en 2006.

## Histoire
La gare fut inaugurée en 1856 sous le nom de Newry Main Line et fut rebaptisée successivement Bessbrook & Newry Main Line en 1866, puis Bessbrook en 1880 avant de fermer en 1942. Elle fut rouverte en 1984 en tant que gare du réseau intercités de la NIR.
La qualité des installations qu'offre la station ne cesse de se détériorer. Plusieurs bâtiments en préfabriqués, dont la qualité se dégrade, font office de guichet et de salle d'attente. Translink a annoncé en mars 2006 qu'un permis a été réclamé auprès des conseils municipaux des villes de Newry et Mourne afin de construire une nouvelle gare ferroviaire à l'est de celle déjà existante. Une amélioration et une extension de la plateforme est à l'étude, ainsi que de nouvelles verrières, un bâtiment pour la maintenance des voies, un pont d'accès au-dessus de la bretelle de Newry et un nouveau parking. L'autorisation pour ces travaux a été émise en mai 2006.

## Service des voyageurs

### Desserte
La gare est une station de la ligne express Enterprise (en) qui fait la navette entre les gares de Gare de Belfast Central et Dublin Connolly. Ces trains s'arrêtent à Newry toutes les deux heures dans les deux sens pendant la journée et génère un trafic important de passagers.